# Rumpler Lkw

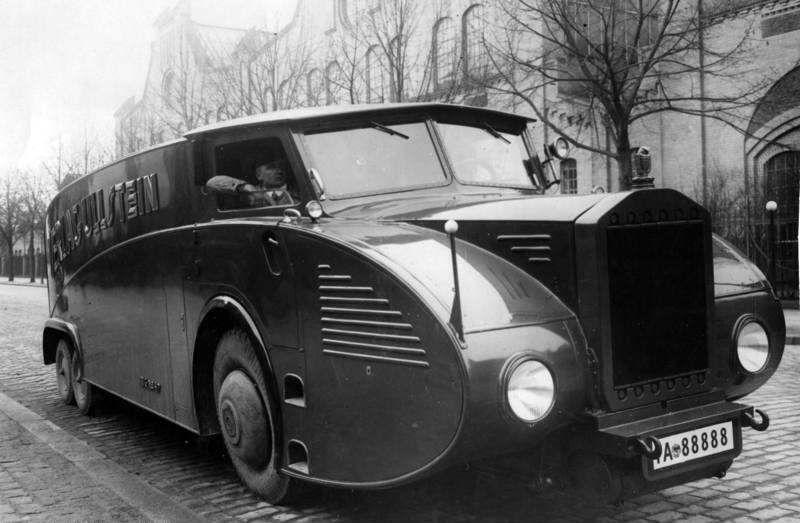
Rumpler Lkw des Ullstein Verlages

Der Rumpler Lkw war ein von dem österreichischen Fahrzeug- und Flugzeugkonstrukteur Edmund Rumpler entwickelter Lastwagen mit tropfenförmiger, aerodynamischer Karosserie und Frontantrieb, der 1931 auf der IAA in Berlin vorgestellt wurde.
Der Lkw mit drei Achsen, von dem zwei Exemplare mit unterschiedlicher Motorisierung gebaut wurden, war im Auftrag des Verlegers Rudolf Ullstein für dessen Ullstein Verlag entstanden. Der erste Lkw Typ RuV 29 hatte einen Maybach-Sechszylindermotor mit 90 PS. Der zweite Rumpler-Lkw Typ RuV 31 hatte einen Zwölfzylinder-V-Motor mit 150 PS und erreichte eine Höchstgeschwindigkeit von 100 km/h. Beide Lkw hatten Antriebswellen mit zwei Kardangelenken, die die Kraft auf die großen Vorderräder übertrugen. Die zwei nicht angetriebenen Hinterachsen waren in Waagebalken-Bauart ausgeführt und mit kleineren Rädern versehen. Continental hatte eigens Spezialreifen entwickelt, die für Fahrzeuge über 100 km/h geeignet waren. Die Nutzlast betrug fünf Tonnen. Der Karosseriebauer Gottfried Lindner in Ammendorf hatte den Lkw-Kastenwagen in Zusammenarbeit mit dem Ambi-Budd-Presswerk in Johannisthal und dem Berliner Karosseriehersteller Luchterhand & Freytag in Berlin-Tempelhof angefertigt. Beide Fahrzeuge wurden im Ullstein Verlag für den Zeitungstransport von Berlin in die Ostseebäder genutzt. 1943 wurden die Rumpler-Lkw bei einem Luftangriff auf Berlin zerstört.